# Вороже захоплення
Вороже захоплення (англ. Hostile Takeover) — канадський трилер 1988 року.

## Сюжет
Троє співробітників компанії виявляються замкнені в офісі своїм колегою-психопатом, доведеним до сказу убогістю і вимушеними відробітками по суботах. Ще кілька годин тому вони разом пили каву, а тепер Юджин наказує своїм товаришам по службі прикувати себе наручниками до крісел, на яких вони сидять. Йому не потрібні гроші, у нього немає ніяких вимог. Людині яка зателефонувала в офіс він спокійно повідомляє, що взяв колег в заручники. Юджин холоднокровно чекає прибуття поліції. Ніхто, включаючи правоохоронців, не може повірити, що скромний клерк, який за все своє життя не образив навіть мухи, зміг зважитися на такий вчинок. Але коли з вікна офісу висовується дуло гвинтівки і лунає постріл, поліцейські розуміють, що Юджин налаштований серйозно. Питання лише в тому, навіщо йому все це потрібно.

## У ролях
- Девід Ворнер — Юджин Брекін
- Майкл Айронсайд — Ларрі Гейлорд
- Кейт Вернон — Саллі
- Джейн Іствуд — Джоан Талмейдж
- Вілл Ліман — Смолін
- Грем Кемпбелл — Холліс
- Ентоні Шервуд — Герлас
- Джон Вернон — мер
- Патрік Паттерсон — охоронець
- Вінстон Джеддішоу — Marksman
- Хелен Бівіс — місіс Гемптон
- Сінді Герлінг — місіс Гейлорд
- Кеннет МакГрегор — поліцейський 1
- Франсуа Кланфер — NY Boss
- Рекс Хегон — V.P. of Felton